# Google Cast
Google Cast，在使用者设备上名为Chromecast built-in，是Google的一項服務，類似Chromecast，用於將支援Google Cast的應用程式，如YouTube等的畫面投放到Android TV上。